# 똥침

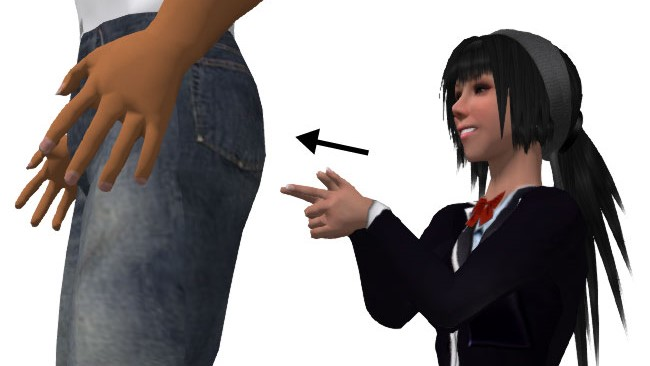

똥침(-針)은 양손의 집게손가락을 하나로 모아 세운 후, 타인의 항문을 겨냥하여 찌르는 행위이다. 일본어로는 간초(일본어: カンチョー→관장(浣腸))라고 하며, 영어, 독일어, 프랑스어, 스페인어, 중국어등 다른 유럽계 언어들에서는 일본어에서 유래한 단어가 사용된다.

## 사건
이란에서는 페르세폴리스 FC와 다마시 길란 FC 간의 경기에서 모함마드 노스라티 등의 선수들이 골 세리머니로 '똥침'을 하다가 적발되어 4500만 원의 벌금형을 받았다. 코파 아메리카에서도 칠레 축구 국가대표팀의 곤살로 하라가 우루과이 축구 국가대표팀의 에딘손 카바니에게 똥침을 했다가 적발되어 출장 정지를 당했다. 법원에서도 똥침은 강제추행이라는 판결을 내렸다.

## 같이 보기
- 붕가 붕가 (비디오 게임)